# Каша варнишкес
Каша варнишкес (англ. Kasha varnishkes, также Kashe varnishkes или Kasha varnishkas) — традиционное еврейское блюдо, характерное для американских евреев-ашкеназов. Оно сочетает в себе гречневую кашу с макаронами или лапшой, традиционно яичной лапшой локшен, в более позднем варианте — с пастой в форме галстука-бабочки («бантики»).

## Приготовление
Гречневая крупа готовится отдельно, а затем обжаривается вместе с отваренными макаронами и луком в шмальце. Иногда при приготовлении используют куриный или говяжий бульон, а также грибы.

## Происхождение
Каша варнишкес появилась после того, как общины ашкеназов из Восточной Европы бежали из-за растущего антисемитизма и погромов и искали убежища в Соединённых Штатах и других странах. Они привезли с собой в Америку свои кулинарные традиции, в том числе кашу варнишкес, и она стала широко популярна в американской еврейской кухне и общине. Название и само блюдо варнишкес в целом напоминают идишскую адаптацию украинских вареников. Это блюдо было усовершенствовано эмигрировавшими евреями на ашкеназский манер.
Одно из первых упоминаний об этом блюде содержится в идишской пьесе Абрама Гольдфадена « Die Mumeh Sosye» («Тетя Сося») 1898 года. Рецепт, опубликованный в американской кулинарной книге на идиш в 1925 году, содержит лапшу или дамплинги с начинкой-кашей, а не более простой вариант каши с фарфалле. Кулинарный историк Гил Маркс предполагает, что это блюдо было разработано в Нью-Йорке в конце XIX века в результате культурного обмена с итальянцами, которые делали пасту. Доступность сушёных макарон и простота их использования к середине XX века также, вероятно, способствовали переходу к теперь стандартным фарфалле.